# 2023년 NBA 드래프트
2023년 NBA 드래프트(2023 NBA draft)는 전미 농구 협회(NBA) 연례 드래프트의 77번째 판이 2023년 6월 22일 뉴욕 브루클린의 바클레이스 센터에서 열렸다. 드래프트는 FA 기간 동안 NBA의 탬퍼링 규칙을 위반하여 시카고 불스와 필라델피아 세븐티식서스가 모두 2라운드 픽을 잃게 되면서 2년 연속 일반적인 60픽이 아닌 58픽으로 구성되었다. 첫 번째 전체 선택은 7'4" 프랑스 센터 빅토르 웸바냐마를 선택한 샌안토니오 스퍼스에 의해 이루어졌다. 웸바냐마는 계속해서 올해의 신인상을 수상했다.